# Rodolfo Valentino
Rodolfo Pietro Filiberto Raffaello Guglielmi di Valentina d'Antonguella (Castellaneta, Italia, 6 de mayo de 1895-Nueva York, 23 de agosto de 1926), conocido profesionalmente como Rudolph Valentino y apodado The Latin Lover, fue un actor italiano afincado en Estados Unidos que protagonizó varias conocidas películas mudas que incluyen Los cuatro jinetes del Apocalipsis, El jeque, Sangre y arena, El águila y El hijo del jeque.
Valentino fue un símbolo sexual de la década de 1920, conocido en Hollywood como el Latin Lover (un título inventado para él por los magnates de Hollywood), el Gran Amante o simplemente Valentino. Su temprana muerte a la edad de 31 años causó histeria masiva entre sus fanáticos, consolidando aún más su lugar en la historia cinematográfica temprana como un ícono cinematográfico cultural. Rodolfo Valentino es considerado la primera estrella de Hollywood y por lo tanto la primera del star-system.

## Infancia y emigración

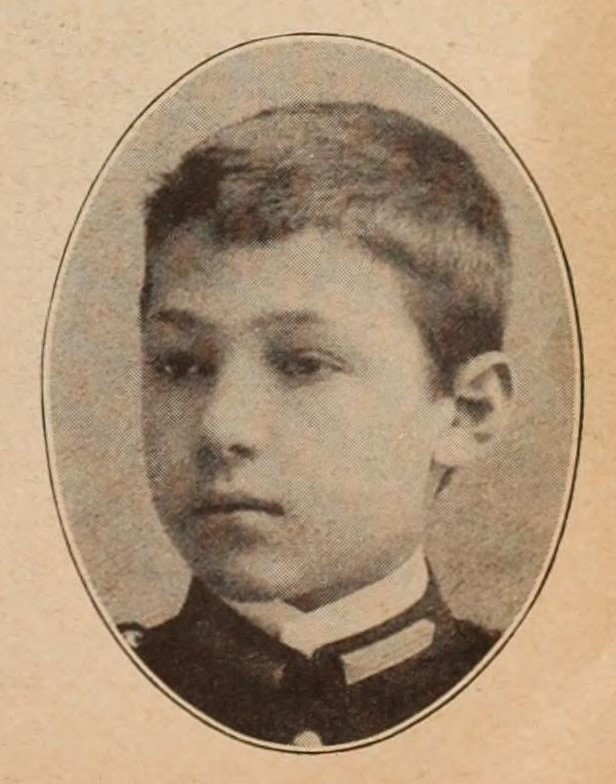
Valentino de niño.

Nació en Castellaneta, Apulia, Reino de Italia y se llamó Rodolfo Pietro Filiberto Raffaello Guglielmi di Valentina d'Antonguella. Su padre, Giovanni Antonio Giuseppe Fedele Guglielmi di Valentina d'Antonguella, era italiano y fue capitán de caballería en el ejército italiano, luego veterinario, que murió de malaria cuando Rodolfo tenía 11 años. Su madre, Marie Berthe Gabrielle Barbin (1856-1918), era francesa, nacida en Lure en Franche-Comté. Valentino tenía un hermano mayor, Alberto (1892-1981), una hermana menor, María, y una hermana mayor, Beatrice, que había muerto en la infancia.
De niño, Rodolfo fue mimado por su apariencia excepcional y su personalidad juguetona. Su madre lo mimaba, mientras que su padre lo desaprobaba. Le fue mal en la escuela porque frecuentemente se salía de las clases o no asistía, motivo por el cual su madre lo inscribió en la escuela agrícola en Génova, donde obtuvo un certificado.
Después de vivir en París en 1912 por un año, perdió su dinero y solicitó ayuda a su madre para regresar a su patria. Pronto regresó a Italia. Incapaz de conseguir un empleo, en reunión familiar, sus tíos decidieron que se fuera a los Estados Unidos en 1913 a probar fortuna. Fue procesado en Ellis Island a los 18 años el 23 de diciembre de 1913. Aunque encontró una fama y un éxito sin precedentes en Estados Unidos, Valentino nunca presentó los documentos necesarios para la naturalización, y así conservó su ciudadanía italiana.

## Inicios profesionales
Al llegar a la ciudad de Nueva York, se mantuvo con trabajos ocasionales, como limpiar mesas en restaurantes y jardinería. Valentino trabajó una vez como ayudante de autobús en Murray's en la calle 42 y era muy querido, pero no hizo un buen trabajo y fue despedido. Mientras vivía en las calles, Valentino regresaba ocasionalmente a Murray's para almorzar y el personal le entregaba algo de comida. Alrededor de 1914, el restaurador Joe Pani, propietario de Castles-by-the-Sea, Colony y Woodmansten Inn, fue el primero en contratar a Rudolph para bailar el tango con Joan Sawyer por $ 50 dólares por semana. Finalmente, encontró trabajo como bailarín de taxi en Maxim's Restaurant-Cabaret. Entre los otros bailarines de Maxim's se encontraban varios miembros desplazados de la nobleza europea, para quienes existía una gran demanda.
Finalmente se hizo amigo de la heredera chilena Blanca de Saulles, quien estaba infelizmente casada con el empresario John de Saulles, con quien tuvo un hijo. Se desconoce si Blanca y Valentino realmente tuvieron una relación sentimental, pero cuando la pareja de Saulles se divorció, él subió al estrado para apoyar las acusaciones de infidelidad de Blanca de Saulles por parte de su esposo. Después del divorcio, según los informes, John de Saulles utilizó sus conexiones políticas para que arrestaran a Valentino, junto con la Sra. Thyme, una conocida señora, por algunos cargos de vicio no especificados. La evidencia era endeble en el mejor de los casos, y después de unos días en la cárcel, la fianza de Valentino se redujo de $ 10,000 a $ 1,500 dólares.
Tras el juicio muy publicitado y el escándalo posterior, no pudo encontrar empleo. Poco después del juicio, Blanca de Saulles mató a tiros a su exmarido durante una disputa por la custodia de su hijo. Temeroso de ser llamado como testigo en otro sensacional juicio, dejó la ciudad y se unió a un musical itinerante que lo llevó a la costa oeste, (Hollywood), y se cambió el nombre de Rodolfo Guglielmi a Rodolfo Valentino, en parte para dejar atrás lo sucedido con la heredera chilena y en parte porque a los estadounidenses les habría resultado imposible pronunciar el apellido Guglielmi.

## Carrera cinematográfica

### Antes de la fama
En 1917, se unió a una compañía de operetas que viajó a Utah, donde se disolvió. Luego se unió a una producción de Al Jolson de Robinson Crusoe, Jr., que viajaba a Los Ángeles. Para el otoño, estaba en San Francisco con un pequeño papel en una producción teatral de Nobody Home. Mientras estaba en la ciudad, Valentino conoció al actor Norman Kerry, quien lo convenció de intentar una carrera en el cine, que todavía estaba en la era del cine mudo.
Valentino y Kerry regresaron a Los Ángeles y se convirtieron en compañeros de cuarto en el Alexandria Hotel. Continuó bailando, enseñando baile y acumulando seguidores que incluían una clientela femenina mayor que le permitía tomar prestados sus autos de lujo. En un momento después de que Estados Unidos entrara en la Primera Guerra Mundial, tanto Kerry como Valentino intentaron ingresar a la Fuerza Aérea Canadiense para volar y luchar en Francia.
Con su éxito en el baile, encontró una habitación propia en Sunset Boulevard y comenzó a buscar activamente papeles en la pantalla. Su primera parte fue como extra en la película Pensión alimenticia, pasando a pequeños papeles en varias películas. A pesar de sus mejores esfuerzos, típicamente fue elegido como un "pesado" (villano) o gánster. Sus primeros papeles fueron de villano o gánster. El joven italiano era todo lo contrario al actor 'de moda' por entonces, el Douglas Fairbanks pálido, ojiazulado, de rasgos anglosajones. A Valentino, su exótica apostura le permitió jugar la innovadora baza de latin lover.
En ese momento, la principal estrella masculina arquetípica era Wallace Reid, con una tez clara, ojos claros y un aspecto totalmente estadounidense, con Valentino lo contrario, eventualmente suplantando a Sessue Hayakawa como el "exótico" más popular de Hollywood como protagonista masculino.
Para 1919, se había forjado una carrera en partes pequeñas. Fue un pequeño papel como un "parásito de cabaret" en el drama Eyes of Youth, protagonizado por Clara Kimball Young, lo que llamó la atención de la guionista June Mathis, quien pensó que sería perfecto para su próxima película. Young diría más tarde que fueron ella y Lewis J. Selznick quienes lo descubrieron, y que se sintieron decepcionados cuando Valentino aceptó una lucrativa oferta en Metro.
También apareció como segundo protagonista en The Delicious Little Devil (1919) con la estrella Mae Murray. En 1919, también se casó impulsivamente con la actriz Jean Acker. Su matrimonio nunca fue consumado.

### Actuando
Harto de interpretar el papel de malo, consideró brevemente la idea de regresar a Nueva York de forma permanente. Regresó de visita en 1917, se quedó con amigos en Greenwich Village y finalmente se instaló en Bayside, Queens. Allí conoció a Paul Ivano, quien le ayudaría mucho en su carrera.
Mientras viajaba a Palm Springs, Florida, para filmar Stolen Moments, Valentino leyó la novela Los cuatro jinetes del Apocalipsis de Vicente Blasco Ibáñez. Leyendo el periódico, descubrió que la Metro había comprado los derechos cinematográficos de la historia. En Nueva York, buscó la oficina de la Metro, solo para descubrir que June Mathis había estado tratando de encontrarlo. Ella lo eligió para el papel de Julio Desnoyers. Para el director, Mathis había elegido a Rex Ingram, con quien Valentino no se llevaba bien, lo que llevó a Mathis a desempeñar el papel de pacificador entre los dos.

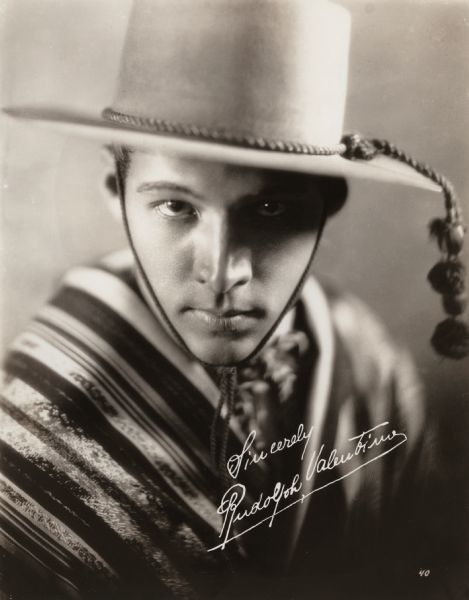
Imagen publicitaria de Valentino como Julio Desnoyers en Los cuatro jinetes del Apocalipsis.

La película Los cuatro jinetes del Apocalipsis se estrenó en 1921 y se convirtió en un éxito comercial y de crítica sin precedentes. Fue una de las primeras películas en ganar $ 1,000,000 de dólares en taquilla, la sexta película del cine mudo más taquillera de la historia.
Metro Pictures parecía no estar dispuesta a reconocer que se había convertido en una estrella. Probablemente debido a la falta de fe de Rex Ingram en él, el estudio se negó a darle un aumento de más de los $ 350 dólares a la semana que había ganado por Los cuatro jinetes. Para su película de seguimiento, lo obligaron a participar en una película de serie B llamada Uncharted Seas. En esta película conoció a su segunda esposa, Natacha Rambova. Ese mismo año, la esposa legal de Valentino, Jean Acker, pidió y obtuvo el divorcio.
Rambova, Mathis, Ivano y Valentino comenzaron a trabajar en la película Camille de Alla Nazimova. Valentino fue elegido para el papel de Armand, el interés amoroso de Nazimova. La película, en su mayoría bajo el control de Rambova y Nazimova, fue considerada demasiado vanguardista por la crítica y el público.
La última película de Valentino para Metro fue The Conquering Power, escrita por Mathis. La película recibió elogios de la crítica y le fue bien en la taquilla. Después del estreno de la película, viajó a Nueva York, donde se reunió con varios productores franceses. Ansioso por Europa, mejor paga y más respeto, Valentino regresó y abandonó Metro rápidamente.

### El caíd (1921)
Después de dejar la Metro, se unió a Famous Players-Lasky, precursor de la actual Paramount Pictures, un estudio cuyas películas tenían un enfoque más comercial. Mathis pronto se unió a él, lo que enfureció tanto a Ivano como a Rambova.
Jesse L. Lasky tenía la intención de capitalizar la fama de estrella de Valentino y lo eligió para un papel que solidificó su reputación como el "latin lover". En The Sheik (1921), interpretó el papel protagonista del caíd Ahmed Ben Hassan. La película fue un gran éxito y definió no solo su carrera, sino también su imagen y legado. Intentó distanciar al personaje de un retrato estereotipado de un hombre árabe. Cuando se le preguntó si Lady Diana (el personaje del que está enamorado el caíd) se habría enamorado de un "salvaje" en la vida real, Valentino respondió: "La gente no es salvaje porque tenga la piel oscura. La civilización árabe es una de las más antiguas del mundo ... Los árabes son dignos y entusiastas".
Famous Players produjo cuatro largometrajes más durante los siguientes 15 meses. Su papel principal en Moran of the Lady Letty fue del típico personaje de Douglas Fairbanks. Sin embargo, para sacar provecho de la fama de Valentino, a su personaje se le dio un nombre y una ascendencia española. La película recibió críticas mixtas, pero aun así fue un éxito de público.
En noviembre de 1921, actuó junto a Gloria Swanson en Beyond the Rocks. La película contenía decorados lujosos y trajes extravagantes, aunque la revista Photoplay dijo que la película era "un poco irreal y frenética". Estrenada en 1922, la película fue una decepción para la crítica. Años después de su lanzamiento, se pensó que Beyond the Rocks se había perdido, salvo por una porción de un minuto, pero en 2002, la película fue descubierta por el Museo de Cine de los Países Bajos. La versión restaurada se publicó en DVD en 2006.

### Como Juan Gallardo en Sangre y arena (1922)

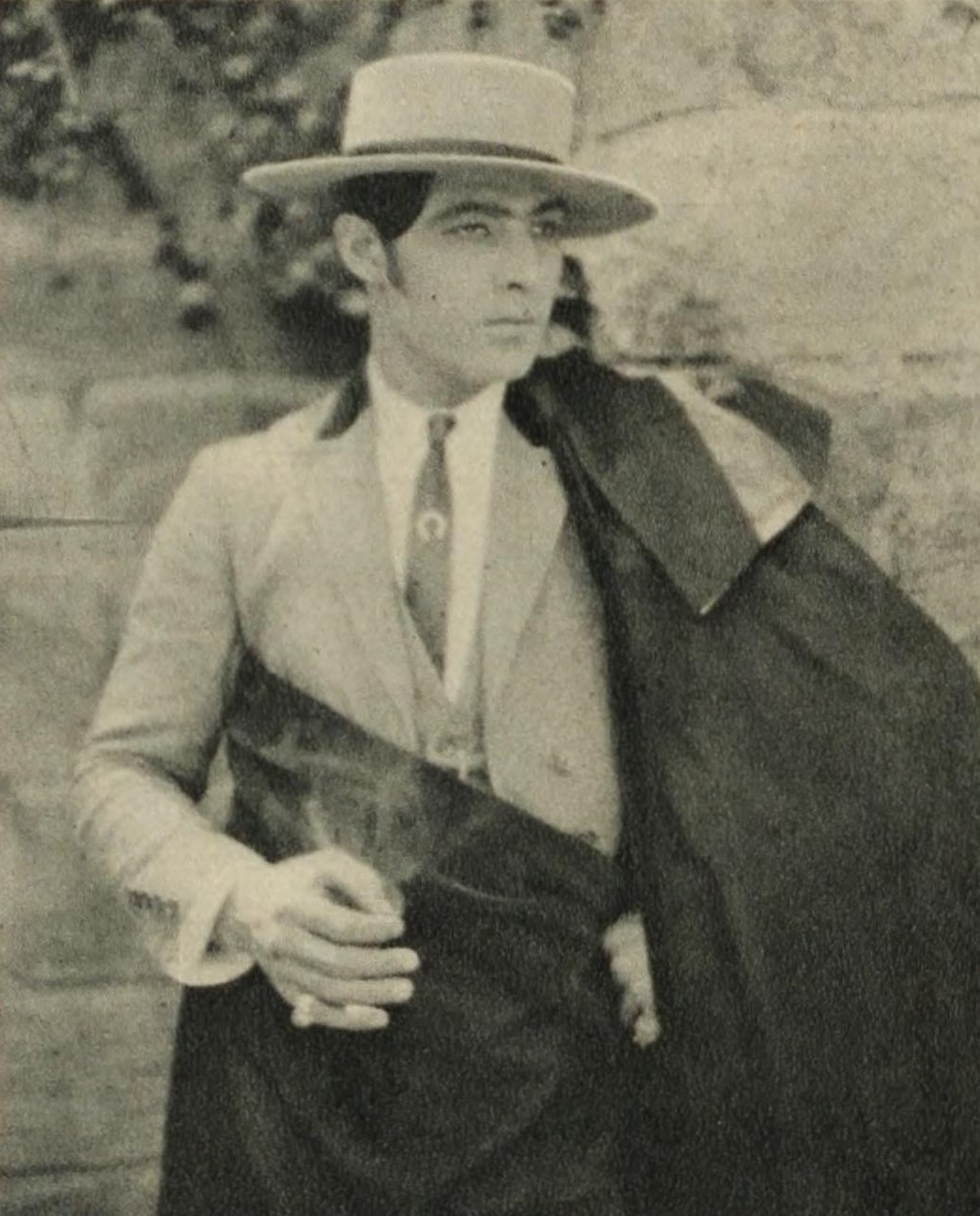
Valentino como Juan Gallardo en Sangre y arena.

En 1922, comenzó a trabajar en otra película escrita por Mathis, Blood and Sand. Protagonizó, al torero Juan Gallardo, y coprotagonizó con Lila Lee y Nita Naldi. Al principio creyendo que la película se rodaría en España, Valentino se molestó al saber que el estudio planeaba rodar en un lote trasero de Hollywood. Estaba aún más irritado por los cambios en la producción, incluido un director al que no aprobaba.
Después de terminar la película, se casó con Rambova, lo que lo llevó a un juicio por bigamia, ya que se había divorciado de su primera esposa, Jean Acker, por menos de un año completo, como lo exigía la ley de California en ese momento. El juicio fue una sensación y la pareja se vio obligada a que se anulara su matrimonio y se separara durante un año. A pesar del juicio, la película siguió siendo un éxito, y los críticos la llamaron una obra maestra a la par con Flores rotas y Cuatro jinetes. Blood and Sand se convirtió en una de las cuatro películas más taquilleras de 1922, rompiendo récords de asistencia y recaudando $ 37,400 dólares solo en el Rivoli Theatre. Consideró esta una de sus mejores películas.
Durante su ruptura forzada de Rambova, la pareja comenzó a trabajar por separado en The Young Rajah, escrito por Mathis. Solo quedan fragmentos de esta película, recuperada en 2005. La película no estuvo a la altura de las expectativas y tuvo un rendimiento inferior en taquilla. Sintió que había tenido un desempeño inferior en la película, al estar molesto por su separación de Rambova. Faltando a Rambova, Valentino regresó a Nueva York después del lanzamiento de The Young Rajah. Los reporteros los vieron y los siguieron constantemente. Durante este tiempo comenzó a contemplar no volver a Jugadores Famosos, aunque Jesse Lasky ya tenía su próxima imagen, El Caballero Español. Después de hablar con Rambova y su abogado Arthur Butler Graham, Valentino declaró una 'huelga de un solo hombre' contra jugadores famosos.

### Tour de danza Mineralava
A fines de 1922 conoció a George Ullman, quien pronto se convirtió en su gerente. Ullman había trabajado anteriormente con Mineralava Beauty Clay Company y los convenció de que Valentino sería perfecto como portavoz de sus legiones de fans femeninas.
La gira fue un gran éxito, con Valentino y Rambova actuando en 88 ciudades de Estados Unidos y Canadá. Además de la gira, Valentino también patrocinó productos de belleza Mineralava y juzgó concursos de belleza patrocinados por Mineralava. Un concurso de belleza fue filmado por un joven David O. Selznick, quien lo tituló Rudolph Valentino y sus 88 bellezas. En ese mismo periodo, publicó un libro de poesía, From Day Dreams, y su biografía apareció en forma de serial en revistas de cine. También grabó un disco, llamado Valentino's Renditions. 

## Regreso a las películas

### De un diablo santo (1924)
Valentino regresó a los Estados Unidos en respuesta a una oferta de Ritz-Carlton Pictures (trabajando a través de Famous Players), que incluía $ 7.500 dólares a la semana, control creativo y filmación en Nueva York. Rambova negoció un contrato de dos películas con Famous Players y cuatro películas para Ritz-Carlton. Aceptó, rechazando una oferta para filmar una producción italiana de Quo vadis? en Italia.
La primera película bajo el nuevo contrato fue Monsieur Beaucaire, en la que interpretó el papel principal, el duque de Chartres. La película salió mal y el público estadounidense la encontró "afeminada". El fracaso de la película, bajo el control de Rambova, a menudo se ve como una prueba de su naturaleza controladora y luego hizo que la excluyeran de los sets de Valentino. Valentino hizo una película final para jugadores famosos. En 1924, protagonizó A Sainted Devil, ahora una de sus películas perdidas. Tenía trajes lujosos, pero aparentemente una historia débil. Estrenó con fuertes ventas, pero pronto disminuyó la asistencia y terminó siendo otra decepción.
Con su contrato cumplido, se liberó de Famous Players, pero todavía estaba obligado con Ritz-Carlton por cuatro películas. La siguiente película fue un proyecto favorito titulado The Hooded Falcon. La producción estuvo plagada de problemas desde el principio, comenzando con el guion escrito por June Mathis. Los Valentino no estaban satisfechos con la versión de Mathis y pidieron que se reescribiera. Mathis se lo tomó como un gran insulto y no habló con Valentino durante casi dos años. Mientras Rambova trabajaba diseñando vestuario y reescribiendo el guion de Falcon, Valentino fue persuadido de filmar Cobra con Nita Naldi. Aceptó solo con la condición de que no se publicara hasta después del estreno de El halcón encapuchado.
Después de filmar Cobra, el elenco de El halcón encapuchado zarpó hacia Francia para que le prepararan el vestuario. Después de tres meses regresaron a Estados Unidos, donde la nueva barba de Valentino, que se había dejado crecer para la película, causó sensación. "Una vez abrí un periódico y les cuento lo que había dentro. Era Rudolph Valentino con una barba en la barbilla. Mi corazón dejó de latir y me desmayé, y no quiero volver a la vida hasta el el día del juicio final ", pronto se imprimió en Photoplay . El elenco y el equipo se fueron a Hollywood para comenzar los preparativos de la película, pero gran parte del presupuesto se utilizó durante la preproducción. Debido al generoso gasto de Valentino en disfraces y decorados, Ritz-Carlton rescindió el contrato con la pareja.

### United Artists (UE)
Durante el rodaje de Monsieur Beaucaire, tanto Charlie Chaplin como Douglas Fairbanks se acercaron a Valentino en privado, debido a su contrato con Ritz-Carlton, para proponerle que se uniese a United Artists. El contrato de Valentino con United Artists proporcionaba $ 10 000 dólares a la semana por solo tres películas al año, más un porcentaje de sus películas, pero a la vez excluía a Rambova de la producción de sus películas y del set de filmación. La aceptación de estos términos por parte de Valentino provocó una ruptura grave en su matrimonio con Rambova. George Ullman, que había negociado el contrato con United Artists, le ofreció a Rambova 30.000 dólares para financiar una película propia. Se convirtió en su única película, titulada What Price Beauty? y protagonizada  por Myrna Loy.

### El águila (1925)

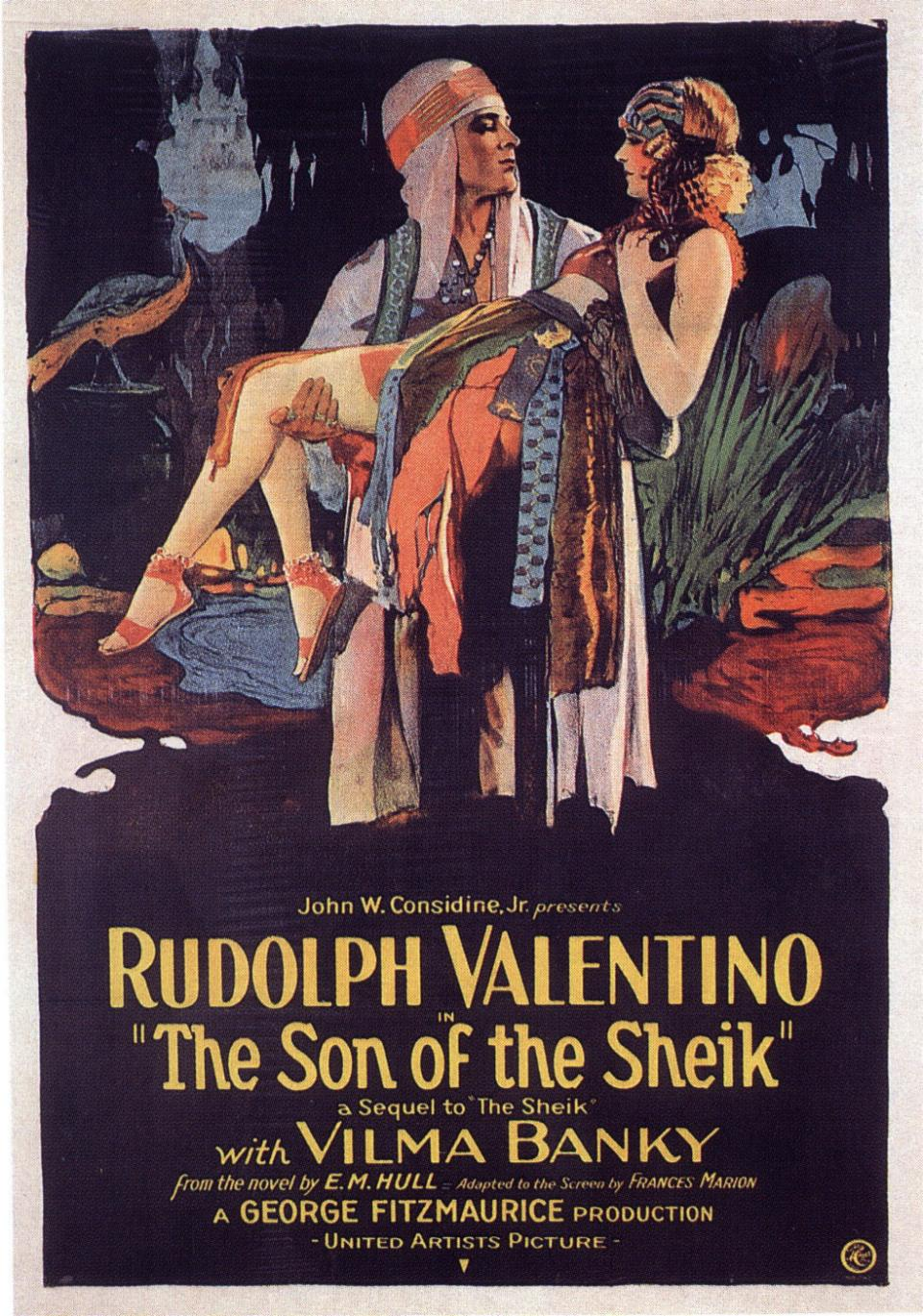
Poster de El hijo del jeque.

Valentino eligió su primer proyecto UA, The Eagle. Con el matrimonio bajo tensión, comenzó a filmar y Rambova anunció que necesitaba unas "vacaciones maritales". Durante el rodaje de El águila, corrieron rumores de una aventura con la coprotagonista, Vilma Bánky, pero tanto por Bánky como por Valentino los desmintieron. La película se estrenó con críticas positivas, pero con una taquilla moderada. Para el estreno de la película, Valentino viajó a Londres, y se quedó allí y en Francia, derrochando dinero mientras se producía su divorcio.

### El hijo del Jeque (1926)
Pasó bastante tiempo antes de que hiciera otra película, El hijo del jeque, a pesar de su odio por la imagen del jeque. La película comenzó a rodarse en febrero de 1926. Eligió como director a George Fitzmaurice y se emparejó nuevamente con Vilma Bánky. La película utilizó trajes auténticos comprados en el extranjero y le permitió desempeñar un doble papel, el del jeque y el del hijo. Valentino estuvo enfermo durante la producción, pero necesitaba el dinero para pagar sus muchas deudas. La película se estrenó el 9 de julio de 1926 con gran fanfarria. Durante el estreno, Valentino se reconcilió con Mathis, con el que llevaba casi casi dos años sin hablarse.

## Vida personal

Valentino junto Natacha Rambova y sus perros.

En 1919 se casó con la actriz Jean Acker, una supuesta amante de la también actriz Alla Nazimova, quien la había amenazado con destruir su carrera si la abandonaba, antes de que esta se casara con Valentino. A este matrimonio, que no llegó a durar un mes, prosigue la unión civil de Valentino con Natacha Rambova, de la que también acabaría divorciándose. Al incumplir la ley californiana que obliga esperar un año entre divorcio y matrimonio, Valentino pasó tres días en prisión y fue puesto en libertad bajo fianza. Poco antes de morir, se le atribuyeron varias relaciones, una de las cuales habría sido con la actriz Pola Negri, aunque esta nunca fue mencionada ni confirmada por Valentino.

## Muerte

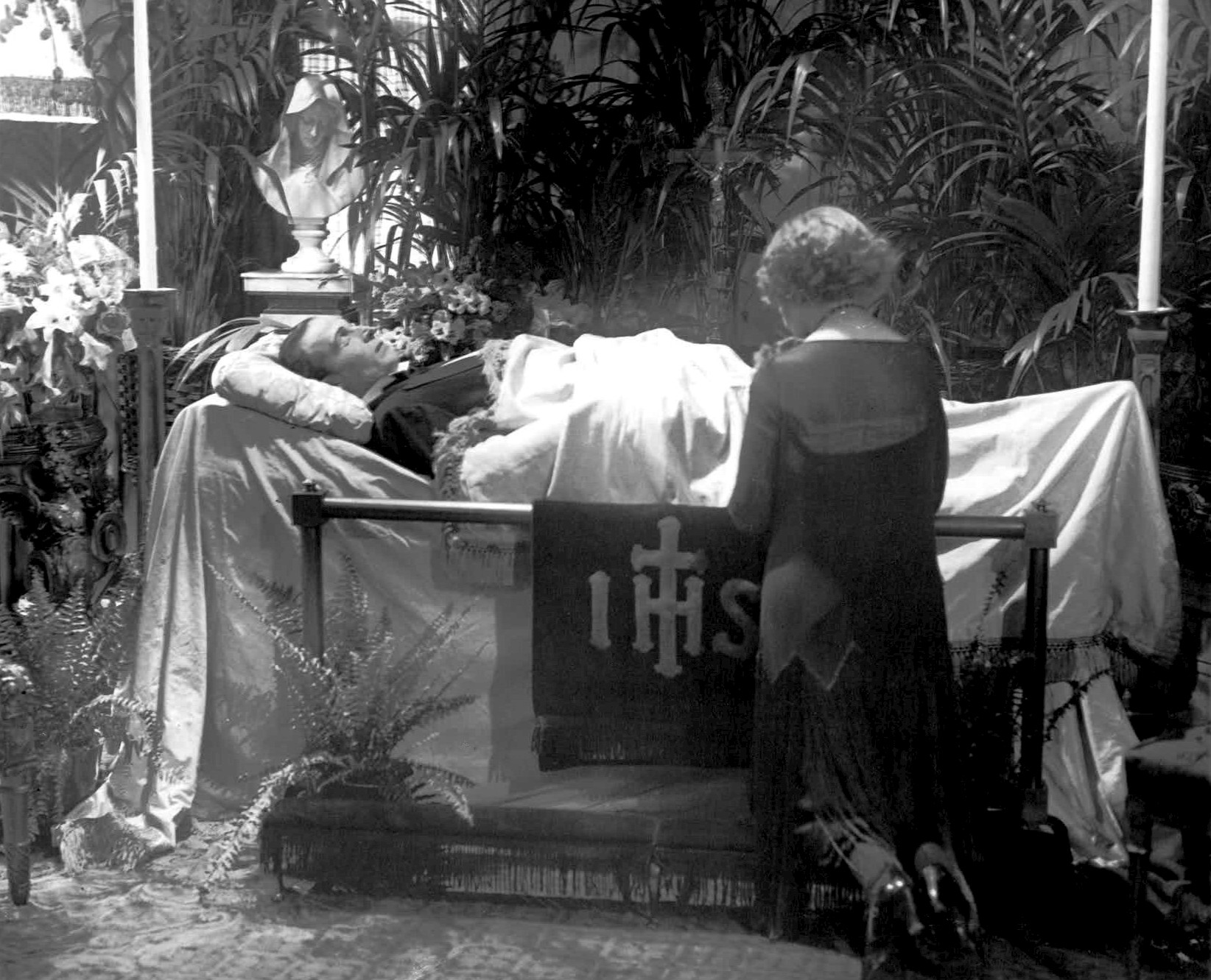
Una fanática se arrodilla ante el féretro de Valentino, en el funeral de este último.

El 15 de agosto de 1926 se derrumbó en el Hotel Ambassador en Park Avenue en Manhattan. Fue hospitalizado en el Hospital Policlínico de Nueva York. Después de un examen, se le diagnosticó apendicitis y úlceras gástricas, y se realizó una cirugía de inmediato. (Su condición se conoce como "Síndrome de Valentino": úlceras perforadas que simulan una apendicitis). Después de la cirugía, desarrolló peritonitis. El 18 de agosto, sus médicos se mostraron optimistas sobre su pronóstico. A los medios se les dijo que a menos que la condición de Valentino se deteriorara, no se darían actualizaciones. Sin embargo, su condición empeoró el 21 de agosto. Fue afectado por una severa recaída de pleuritis, que se desarrolló rápidamente en su pulmón izquierdo debido a su condición debilitada. Los médicos se dieron cuenta de que iba a morir, pero como era común en ese momento, optaron por retener esta información. Según los informes, Valentino creía que se recuperaría. Durante la madrugada del lunes 23 de agosto, estuvo brevemente consciente y conversó con sus médicos sobre su futuro, pero pronto entró en coma. Murió unas horas más tarde a la edad de 31 años.

## Entierro y funeral

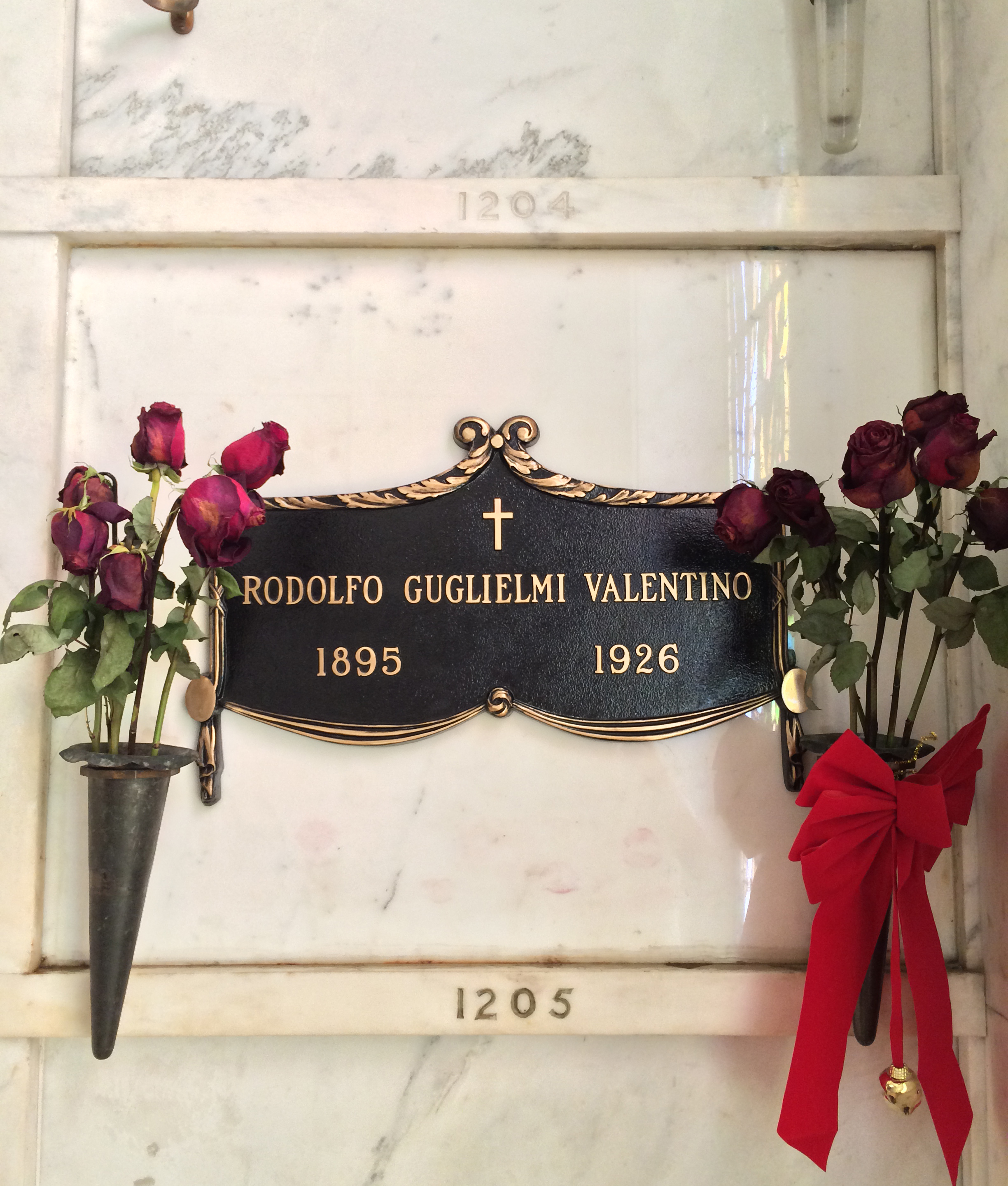
La cripta de Valentino en el Hollywood Forever Cemetery.

Se estima que 100.000 mil personas se alinearon en las calles de Manhattan para presentar sus respetos en su entierro, que estuvo a cargo de la funeraria Frank Campbell. Se reportaron suicidios de fanáticos abatidos, principalmente mujeres. Las ventanas se rompieron cuando los fanáticos intentaron entrar y el 24 de agosto estalló un motín que duró todo el día. Se utilizaron más de 100 oficiales montados y la Reserva de Policía de NYPD para restablecer el orden. Una falange de oficiales se alineó en las calles durante el resto de la vista. La actriz polaca Pola Negri, que decía ser la prometida de Valentino, se derrumbó histéricamente mientras estaba de pie junto al ataúd, y Campbell contrató a cuatro actores para hacerse pasar por una guardia de honor fascista de Camisas Negras, supuestamente enviada por Benito Mussolini. Los medios informan que el cuerpo expuesto en el salón principal no era Valentino, sino un duplicado, cosa que Campbell negó continuamente.
El funeral en Manhattan se celebró el lunes 30 de agosto en la iglesia de San Malaquías, a menudo llamada "The Actor's Chapel", ya que se encuentra en West 49th Street en el distrito teatral de Broadway y tiene una larga relación con el mundo del espectáculo.
Después de que los restos de fueran llevados en tren de Nueva York a California, se llevó a cabo un segundo funeral en la costa oeste, en la Iglesia Católica del Buen Pastor en Beverly Hills. Valentino no tenía arreglos definitivos para el entierro y su amiga June Mathis arregló una solución temporal ofreciendo una cripta que había comprado para el esposo del que se había divorciado desde entonces. Casualmente, murió al año siguiente y fue enterrada en la cripta contigua que se había comprado. Nunca fue trasladado a una nueva ubicación y permaneció en la cripta junto a Mathis. Ambos siguen enterrados uno al lado de la otra en el cementerio Hollywood Forever Cemetery (originalmente cementerio de Hollywood Memorial Park) en Hollywood, California.
Valentino dejó su patrimonio a su hermano, hermana y tía de Rambova, Teresa Werner, a quien le quedó la parte originalmente legada a Rambova. Su mansión de Beverly Hills, Falcon Lair (La guarida del halcón), fue más tarde propiedad de la heredera Doris Duke. Duke murió allí en 1993. La casa se vendió más tarde y se sometió a importantes renovaciones. El edificio principal de la finca fue demolido en 2006 y luego la propiedad volvió a ponerse en el mercado.

## Legado
Después de la muerte de Valentino, se buscaron sucesores para llenar el espacio de amante latino que dejó en lo algo, siendo el elegido Ramón Novarro, de quién se rumora que tenía una relación más allá de la amistad detrás de camaras. Aún con su muerte, Valentino sigue siendo recordado como el primer actor en presentar el Star System. También hubo otras maneras de homenajear su carrera como la Fondazione Rodolfo Valentino fue creada para promover su vida y su obra.  En 2009, también se abrió una escuela de cine en su ciudad natal, Centro Studi Cine Club Rodolfo Valentino Castellaneta. En 1995, en el centenario de su nacimiento, se realizaron varios actos en su honor. Desde 1972 hasta 2006  se entregó un premio anual de actuación italiano, el premio Rudolph Valentino. Varios actores de todo el mundo recibieron este galardón, entre ellos Leonardo DiCaprio y Elizabeth Taylor. 
En 1994, la Ópera Nacional de Washington estrenó en el Distrito de Columbia una ópera de Dominick Argento (libreto de Charles Nolte) titulada El sueño de Valentino.  Las críticas no fueron entusiastas. La ópera fue revivida por la Ópera de Minnesota en 2014, con críticas similares.
En Italia, en 2006, se planeó un festival de cine único para celebrar la inauguración del Museo Rodolfo Valentino. En mayo de 2010, la American Society celebró el Festival de Cine Rudolph Valentino en Los Ángeles, California. 
El síndrome de Valentino, el tipo de dolor abdominal médicamente emergente que causó su muerte, lleva su nombre. La mascota de Hollywood High School , Sheiks, es un tributo a un personaje de Valentino.
El diseñador de moda italiano Valentino lleva este nombre en su honor.